# Martin Beckmann (Sprinter)
Martin Beckmann (* 17. März 1885; † 1944) war ein deutscher Sprinter.
Bei den Olympischen Zwischenspielen 1906 in Athen schied er über 100 und 400 Meter im Vorlauf aus.
1905 wurde er mit seiner persönlichen Bestzeit von 52,8 s Deutscher Meister über 400 Meter.
Martin Beckmann startete für den VfB Leipzig.